# Sybra plurilineata
Sybra plurilineata là một loài bọ cánh cứng trong họ Cerambycidae.